# أوليس (فلم)
أوليس ((بالفرنسية: Ulysse)) فيلم وثائقي للمخرجة الفرنسية آجنس فاردا.

## القصة
أثناء إقامتها في إسبانيا عام 1954 التقطت فاردا صورة على الشاطئ يظهر فيها رجل (فولي إليا) وطفل (أوليس يوركا) وشاة ميتة. بعد عقود عدة فتشت عن الرجل والصبي وأجرت معهما مقابلات كما بحثت في الأحداث السياسية والثقافية والفنية التي صادفت تاريخ التقاط الصورة (9 أيار/مايو 1954). يرد في الفيلم أيضا تحليل لتركيب الصورة وتأويلاتها ورؤية شخصياتها ومصورتها لها بعد مرور كل هذا الوقت.

## روابط خارجية
- أوليس على موقع IMDb (الإنجليزية)
- أوليس على موقع ألو سيني (الفرنسية)
- أوليس على موقع فيلمافينيتي (الإسبانية)
- أوليس على موقع قاعدة بيانات الفيلم (الإنجليزية)
- أوليس على موقع ليتربوكسد (الإنجليزية)
- أوليس على موقع كينوبويسك (الروسية)